# باسكال كوتشيتو
باسكال كوتشيتو (بالألمانية: Pascal Caucheteux) (و. 1961 – م) هو منتج أفلام، من فرنسا، ولد في فرنسا.

## وصلات خارجية
- باسكال كوتشيتو على موقع IMDb (الإنجليزية)
- باسكال كوتشيتو على موقع قاعدة بيانات الفيلم (الإنجليزية)